# Rolf Braun

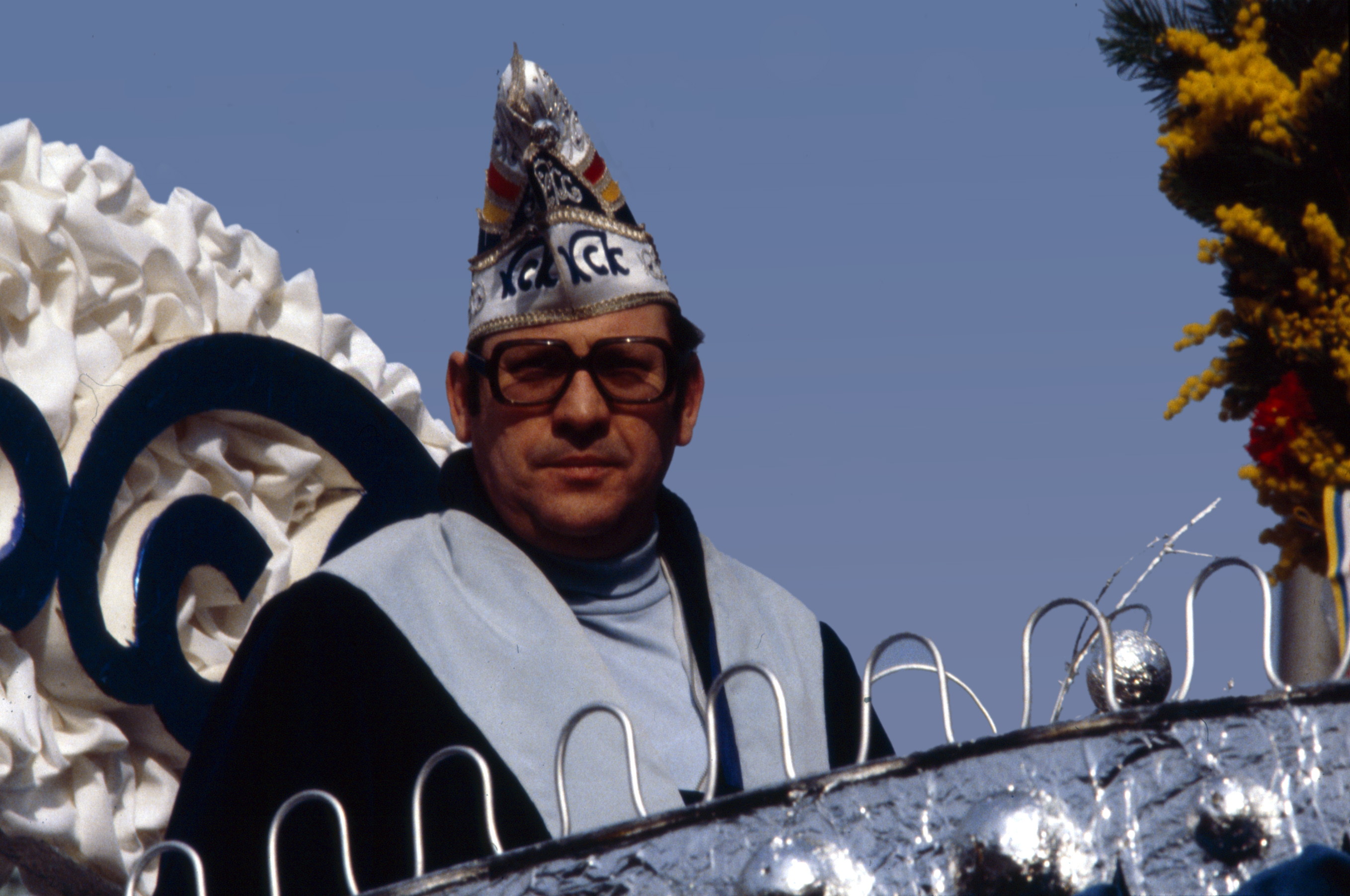
Rolf Braun beim Rosenmontagszug in Mainz 1977

Rolf Braun (* 6. April 1929 in Mainz-Kastel; † 7. Juli 2006 ebenda) war Gründungsmitglied des Karneval-Club Kastel und knapp 44 Jahre dessen Sitzungspräsident. 

## Leben
Bis 1989 war er 16 Jahre lang Sitzungspräsident der Fernsehfastnachtssitzung Mainz bleibt Mainz, wie es singt und lacht der Mainzer Fastnacht. Insgesamt war er 35 Jahre in der Fernsehsitzung aktiv, angefangen hatte er als Büttenredner. Sein Markenzeichen war die dicke schwarze Hornbrille, die ihn auch unter der Narrenkappe immer präsidial wirken ließ. In seinem Leben hat Rolf Braun über 250 Fastnachtssitzungen geleitet.
1947 hatte Rolf Braun den Atlanta-Club mitbegründet, aus dem später der Karneval-Club Kastel hervorging. Dessen Ehrenvorsitzender war Braun.
Der damalige rheinland-pfälzische Ministerpräsident Helmut Kohl (CDU) hatte ihn 1973 als Redenschreiber engagiert. Bis 1993 war der gelernte Großhandelskaufmann als Referent in der rheinland-pfälzischen Staatskanzlei tätig. 
Rolf Braun war auch Autor und Hauptdarsteller der Fernsehserie Der Vereinsmeier, die 1971 in sechs Folgen im
Programm des ZDF ausgestrahlt wurde.
Braun zog sich 1989 nach einem Schlaganfall aus der Öffentlichkeit zurück. Sein Buch „Wolle mer’n eroilosse“ über 60 Jahre Mainzer Fastnacht erschien 1997. 2005, ein Jahr vor seinem Tod, nahm er als Ehrengast bei der Jubiläumssitzung „Mainz bleibt Mainz“ (50 Jahre Fernsehfastnacht) teil.

## Ehrungen
Neben zahlreichen Fastnachtsorden und anderen Auszeichnungen erhielt er 1995 für seine Verdienste um die Brauchtumspflege das Bundesverdienstkreuz am Bande, den Ehrenring der Stadt Mainz, die Gutenbergbüste und 1997 den Verdienstorden des Landes Rheinland-Pfalz.